# 拾骨葬
拾骨葬，俗稱撿骨，在香港稱為執骨，在台灣又稱撿金、撿風水。是一種二次葬的埋葬方式，广泛见于东亚各區域，在仰韶文化和大汶口文化中就已流行，常見於中國華南地區、琉球、東南亞部份地區等地，現時闽海人、廣府人、客家人、琉球人、越南人仍使用這種特殊的葬禮方式。鄂温克族中也有这种葬俗。
這種葬儀被認為是移民文化有關，方便遷徙者將先人遺骨帶回故鄉、祖籍地或新的居住地。
有拾骨葬習俗的漢族族群中，沒有官位與爵位、未滿十六歲且未結婚的死者，視為兒童，不一定要撿骨。

## 過程
先将死者尸体土葬或風葬，等待大約六年到十二年（甚至更久），等尸体腐烂后，把骨头取出，放入金斗甕（俗稱金塔）贮存，再重新埋葬。

## 盛載遺骨容器
盛載遺骨的容器稱為金斗甕，又稱「金塔」，琉球稱廚子甕，金斗甕較火葬用的骨灰罈大。

## 現況
隨著時代變遷，有些地區因為墓地不易取得，或因為法律限制火葬以外的埋葬方式，有些傳統上實行拾骨葬的族群，現在已經有不少人選擇將過世的親屬直接火葬。但目前還是有人選擇遵從土葬後撿骨的傳統。除了土地取得問題外，在新冠疫情衝擊後，大家也漸漸地接受了火葬方式。

## 資料來源
1. ↑  主要習俗的是下四府地方的福州人和泉漳人。
2. ↑  .   [2013-09-22]. （原始内容存档于2019-05-03）.
3. ↑  . www.akai.tw.   [2019-05-01]. （原始内容存档于2020-01-31）.

## 相關作品
- 舞鶴，《拾骨》（高雄：春暉出版社，1995）
- 《洗骨》，2018年日本電影

## 參閱
- 撿骨師：以幫死者親屬撿骨為職業的人。
- 翻屍節
- 掃墓
- 納骨塔